# Werner Vontobel
Werner Vontobel (* 28. April 1946) ist ein Schweizer Wirtschaftsjournalist und Sachbuchautor.

## Leben
Werner Vontobel studierte Volkswirtschaftslehre an der Universität Basel. Er war als Korrespondent verschiedener Zeitungen, z. B. der Weltwoche oder des Tages-Anzeigers, in Brüssel und Bonn. Er war Mitglied der Chefredaktion des Schweizer Wirtschaftsmagazins Cash. Seit Sommer 2003 ist er Wirtschaftsredaktor beim SonntagsBlick und schreibt auch regelmässig für den Blick am Abend,der Freitag.
Vontobel setzt sich mit wirtschaftspolitischen und -theoretischen Grundsatzfragen auseinander und hat zu diesem Thema mehrere Bücher veröffentlicht. Vontobel gibt an, er schreibe für «Leute, die – wie ich – nicht verstehen wollen, warum eine so effiziente Wirtschaft wie unsere so wenig dazu beiträgt, unser Leben freundlicher zu gestalten.»

## Ehrung
2001 «Goldene Brille» – Medienpreis der Schweizerischen Akademie der Geistes- und Sozialwissenschaften (SAGW) für die von der Jury einstimmig gewählte Arbeit «Ökonomie ohne Scheuklappen», eine in Cash erschienene Artikelserie.

## Publikationen (Auswahl)
- Das Geschwätz von der freien Marktwirtschaft. Wie Unternehmen den Wettbewerb verfälschen, die Natur ausbeuten und die Steuerzahler zur Kasse bitten (mit Hanspeter Guggenbühl und Urs P. Gasche). Zürich, Rio, 1996 (3. Aufl. 1997), ISBN 3-907768-15-9.
- Die Wohlstandsmaschine. Das Desaster des Neoliberalismus, Baden-Baden/ Zürich, Elster Verlag, 1998, ISBN 3-89151-268-6.
- So funktioniert die Wirtschaft: klassische Fragen und neue Antworten, Wien/ Frankfurt a. Main, Ueberreuter, 2000, ISBN 3-7064-0702-7.
- Der Irrsinn der Reformen. Warum mehr Wettbewerb und weniger Staat nicht zu Wohlstand führen (mit Philipp Löpfe). Zürich, Orell Füssli, 2005, ISBN 3-280-05133-9. Inhaltsverzeichnis
- Arbeitswut. Warum es sich nicht lohnt, sich abzuhetzen und gegenseitig die Jobs abzujagen (mit Philipp Löpfe), Frankfurt a. Main/ New York, Campus, 2008, ISBN 978-3-593-38566-2.
- Schurkenstaat Schweiz? Steuerflucht: Wie sich der größte Bankenstaat der Welt korrumpiert und andere Länder destabilisiert (mit Victor Parma), München, C. Bertelsmann, 2009, ISBN 357001083X.
- Aufruhr im Paradies. Die neue Zuwanderung spaltet die Schweiz (mit Philipp Löpfe), Zürich, Orell Füssli, 2011, ISBN 978-3-280-05406-2.